# Gnaszyn Górny
Gnaszyn Górny – osiedle w Częstochowie należące do dzielnicy Gnaszyn-Kawodrza. Znajduje się na prawym (południowym) brzegu Stradomki. Na przeciwnym brzegu rzeki położony jest Gnaszyn Dolny.

## Historia
Wieś Gnaszyn istniała już od średniowiecza, w 1382 roku została podarowana klasztorowi jasnogórskiemu. W drugiej połowie XIX wieku Gnaszyn wchodził w skład gminy Grabówka. W 1933 roku Gnaszyn Dolny i Gnaszyn Górny zostały wyodrębnione jako osobne gromady. 1 stycznia 1977 roku miejscowość została włączona do Częstochowy.